# Conseil Mohammed V
Monarchie constitutionnelle
Gouvernement Ibrahim Conseil Hassan II 1
Le Conseil Mohammed V est le cinquième gouvernement du Maroc depuis son indépendance en 1955. Formé le 27 mai 1960.

## Cinquième gouvernement
27 mai -16 mai 1961 
(Dahir N° 1.60.144, du 27 mai 1960)
| Portefeuille                                                                                      | Ministre                    |
| ------------------------------------------------------------------------------------------------- | --------------------------- |
| Président du Conseil                                                                              | Mohammed V                  |
| Vice-président du Conseil                                                                         | Hassan ben Mohammed         |
| Ministre des Affaires étrangères                                                                  | Driss M’hammedi             |
| Ministre de l’Intérieur                                                                           | Bekkay Ben M’barek Lahbil   |
| Ministre de l’Economie nationale et des Finances                                                  | Mohamed Douiri              |
| Ministre de l’Education nationale                                                                 | Abdelkrim Benjelloun Touimi |
| Ministre de la Fonction publique et de la Réforme administrative                                  | M’hamed Boucetta            |
| Ministre des Travaux publics                                                                      | Abderrahmane Benabdelali    |
| Ministre de l’Agriculture                                                                         | Hassan Zemmouri             |
| Ministre du Commerce, de l’Industrie moderne, des Mines, de l’Artisanat et de la Marine marchande | Driss Slaoui                |
| Ministre de l’Emploi et des Affaires sociales                                                     | Abdelkrim Al Khatib         |
| Ministre de l’Information et du Tourisme                                                          | Moulay Ahmed Alaoui         |
| Ministre des PTT                                                                                  | Mohamed Cherkaoui           |

- Le 1er septembre Abdelkhalek Torrès est nommé ministre de la Justice.